# Actinanthus syriacus
Actinanthus
Genre
Espèce
Actinanthus syriacus, seule représentante du genre Actinanthus, est une espèce de plantes à fleurs de la famille des Apiaceae, endémique de Syrie.

## Systématique
L'espèce est décrite en 1829 par le naturaliste allemand Christian Gottfried Ehrenberg.
Le genre Actinanthus pourrait être synonyme du genre Oenanthe,.